# Добровецкий монастырь
Добровецкий монастырь, монастырь Добровэц (рум. Mănăstirea Dobrovăţ) в честь Сошествия Святого Духа — мужской монастырь Ясской архиепископии Румынской православной церкви в коммуне Добровэц Ясского жудеца Румынии.

## История
В конце XIV века здесь существовал монастырь в честь Преображения Господня, которому господарь Стефан Великий в 1499 году пожаловал 3 села в долине реки Добровэц. 27 апреля 1503 года началось строительство второго монастыря, о чём сохранилась надпись на западной стене монастырского храма. В октябре того же года господарь дарит ему 5 сёл. Строительство завершено в 1504 году, став последним монастырём, основанным Стефаном Великим. Отделка монастырской церкви продолжилась уже при Богдане III. Стены храма расписаны в 1527—1531 годах при Петре Рареше. В 1607 году Симеон Могила строит небольшой храм, в котором похоронили его умершего в том году сына Павла.
В 1651 году господарь Василий Лупу дарит Добровецкий монастырь афонскому монастырю Зограф. В 1658 году подвергается нападению татар. Осенью 1739 года разграблен в ходе очередной русско-турецкой войны. Страдает во время Валашского восстания.
Упразднён в результате секуляризации 1863 года. В 1865—1900 годах в монастыре располагалась тюрьма. С 1900 года — приют для девочек, а затем — сельскохозяйственная школа. Король Кароль I указом от 14 мая 1913 года восстанавливает монастырь, но фактически он был восстановлен только в 1930 году, когда сельскохозяйственная школа была переведена в другое место. В 1948 году вновь закрыт и до 1970 года использовался как школа. Затем до 1990 года монастырская церковь была приходской. Возрождён решением Священного синода Румынской православной церкви в 1990 году как женский. В 1992 году преобразован в мужской.

## Архитектура

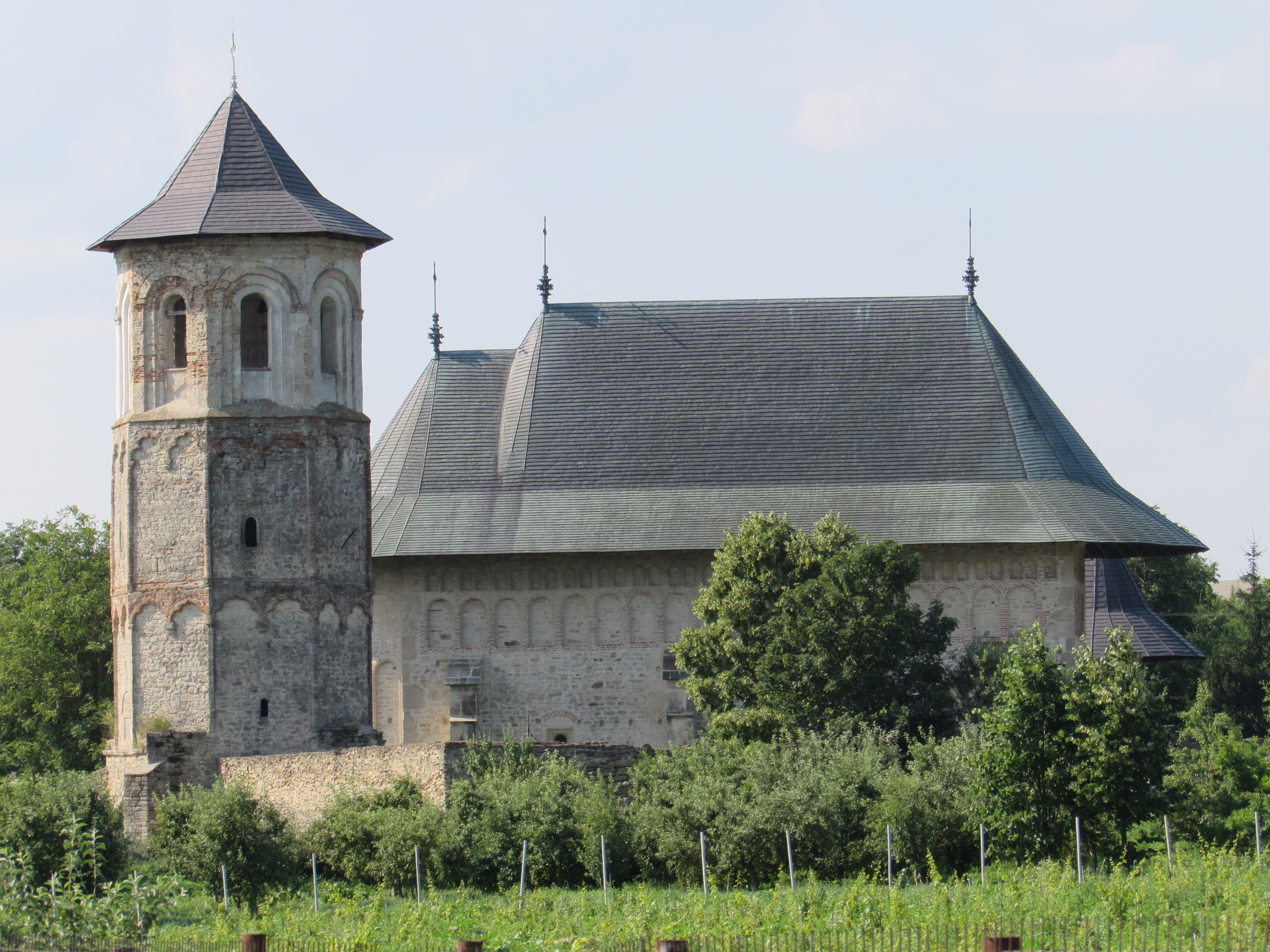
Главный храм и колокольня. Сзади виднеется крыша малого храма

Главный монастырский храм построен в типичном молдавском стиле. Триконх с обширным нартексом с помещением для погребений между нартексом и наосом. Прямоугольная в плане, ширина составляет 8 м, длина — 30 м. С востока имеет полукруглую алтарную апсиду, боковые конхи не выступают наружу. Накрыта крышей с большим выносом, которая понижается над апсидой. В 1851 году надстроили 3 главы на цилиндрических барабанах, но в 1975 году храму вернули первоначальный облик. Храм укреплён шестью контрфорсами: по три на северной и южной стене. Храм, построенный Симеоном Могилой, рухнул в 1986 году, но восстановлен в 1992 году. По архитектурному облику близок к главному храму.
Восьмигранная трёхъярусная надвратная колокольня построена в 1763 году. В среднем ярусе расположена церковь Святого Георгия.